# Иван Смиљанић
Иван Смиљанић (Београд, 4. април 1989) је српски кошаркаш. Игра на позицији бека, а тренутно наступа за Тамиш.